# Архитектура Грузии

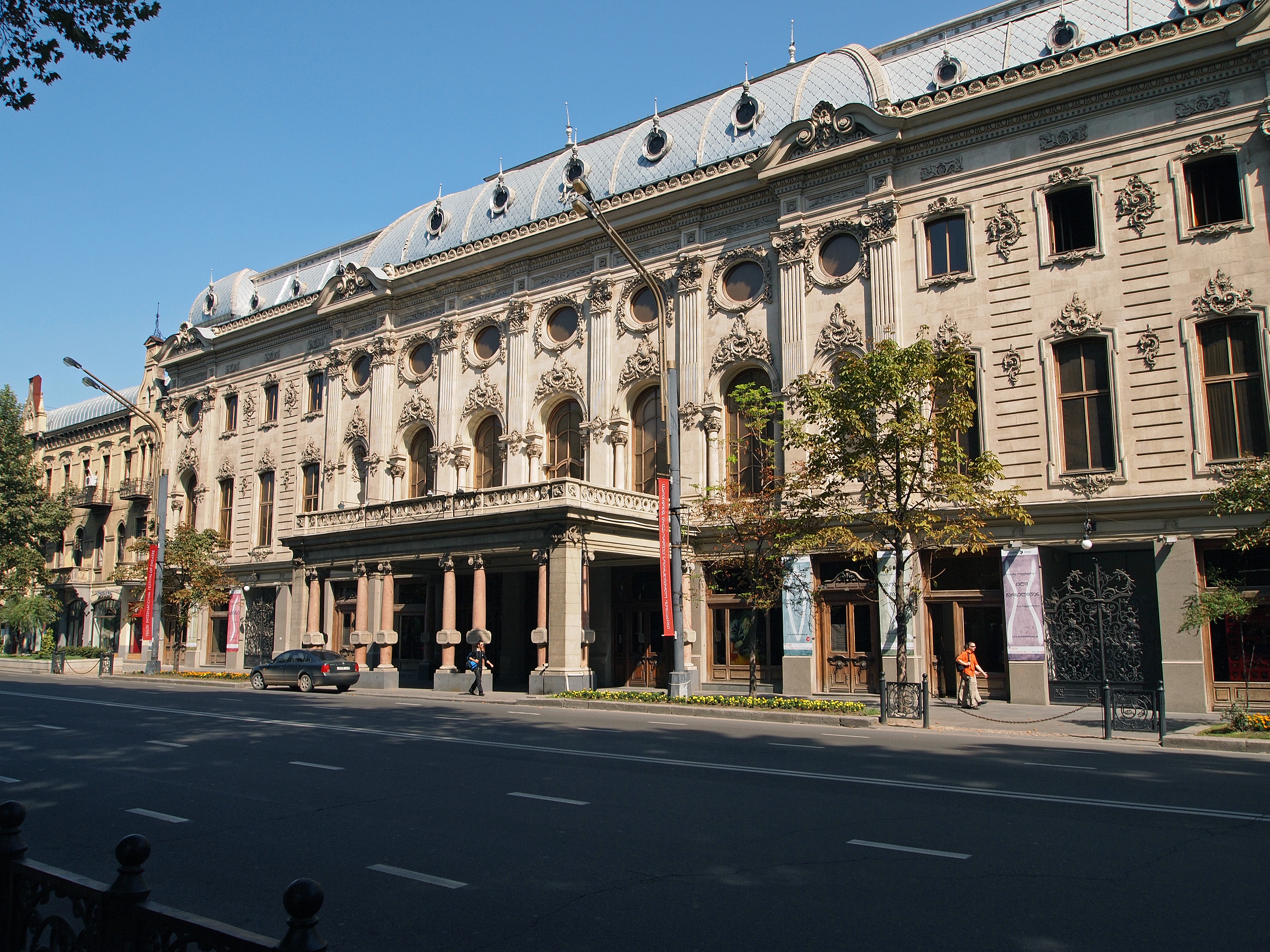
Грузинский государственный академический театр имени Ш. Руставели

Архитектура Грузии — архитектурная культура грузинского народа, созданная на территории Грузии и в других странах. Одной из характерных черт грузинской архитектуры является разнообразие стилей, охватывающих замки, башни, крепости, дворцы и церкви. 
Сванские башни и крепостной город Шатили в регионе Хевсурети являются великолепными образцами средневековых грузинских замков. Средневековые церкви Грузии имеют свой уникальный характер, хотя они взаимосвязаны с армянской и византийской архитектурой. Они обычно сочетают коническую куполообразную часть, поднятую на высокий барабан, над прямоугольной или крестообразной нижней структурой. Этот стиль архитектуры, известный как «грузинский кресто-купольный стиль», сформировался в Грузии в IX веке. Одной из отличительных особенностей грузинской церковной архитектуры является уникальное распределение пространства внутри церквей, отражающее высокую значимость индивидуализма в грузинской культуре. Прежде чем стало характерным использование кресто-купольного стиля, большинство грузинских церквей были базиликами.

## История
История строительства в Грузии прослеживается с V-IV тысячелетия до нашей эры, начиная с палеолита и до позднего средневековья. Старейшие сооружения были выполнены из камня и дерева, затем из кирпича.
Города Иберии были крепко построены с использованием камня или толстых глинобитных кирпичей на каменных фундаментах, с использованием каменной отделки архитектурных элементов и крыш из черепицы. Сохранившиеся фрагменты языческих религиозных зданий демонстрируют широкий спектр влияний, включая персидские, древнегреческие и римские, но особое внимание уделяется дворцам, баням и бассейнам (Дедоплис Гора, Мцхета, Севсамора, Настакиси и Дзалиси).
В I-III веках н.э. на территории Лазики было много крепостей, таких как Апсарос, Археополис и Петра-Цихисдзири. Дома колхидского типа, такие как дарбази, с характерной купольной крышей, описанные Витрувием, также были распространены в этом регионе.

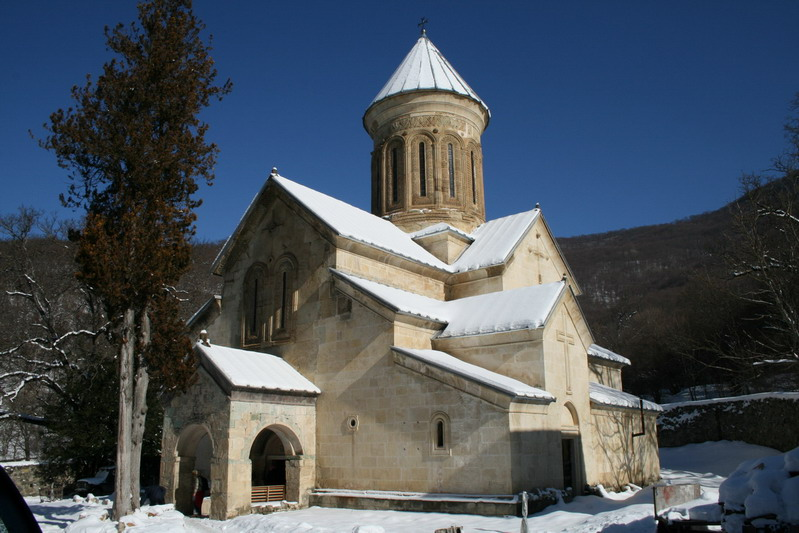
Церковь Кватахеви, 1126 г.

Важным этапом в развитии архитектуры стало принятие христианства в ранние времена. В период с IV по VI века преобладали базилики с мраморными архитектурными деталями и мозаичными полами.  
VII век был период значительного пересмотра внутреннего пространства церквей. Оно было расширено введением столбов, поддерживающих теперь барабан, что позволило экспериментировать с стенами и улучшило эстетическое восприятие интерьера. Традиционные треугольные ниши по бокам апсиды также появляются в этом столетии. Первым таким примером, который фактически начал новые традиции, была церковь Цроми.
Первые намеки на появление архитектуры XI-XIII веков проявляются в X век в соборе Кумурдо.
С начала XI века грузинская архитектура становится исключительно художественной и декоративной. Фасады приобретают богатую рельефную орнаментацию и аркады. Орнаменты вдохновлены природой — цветами, птицами, дикими и домашними млекопитающими и людьми. Характерными для восточных фасадов стали два орнаментированных ромба с украшенным окном и крестом над ним, впервые появившиеся в Самтависи и позднее использовавшиеся до XIII века. Многие ранее построенные церкви, такие как соборы Светицховели и Манглиси, были существенно перестроены и украшены в XI веке.
Важным шагом в общем дизайне стало введение крестово-купольного стиля. Примеры этого периода: собор Самтависи, церковь Самтавро.
Следуя установленным в XI веке традициям, в XII веке акцент был сделан на увеличении освещения интерьеров для лучшего наблюдения за фресками. Это отразилось в создании большего количества окон в куполе и боковых стенах. Примеры: церковь Икорта.
XIII веке начинают строить колокольн возле церквей. Вторжение Хорезмийцев и монголов, а также сильное землетрясение 1283 года привели к значительным разрушениям. Тем временем конец XIII века отмечен крупномасштабным строительством монастырей, особенно в провинциях, менее пострадавших от вторжений, таких как Самцхе. Его правители из семьи Джакели смогли построить один из лучших на тот период и до сих пор в значительной степени сохранившийся Церковь Святого Савы, часть монастыря Сапара. Следуя общим традициям золотого века, церкви этого периода характеризуются более упрощенными и менее выразительными украшениями. Фасадная архитектура исчезает, а украшения делаются на гладких поверхностях. Ранее выпуклые украшения окон погружаются в стену. Отделка характеризуется полихромией. Купол выглядит массивнее, чем в предыдущие века, и его барабан обычно имеет двенадцать окон, хотя, начиная с церкви Святого Савы, их количество увеличивается до шестнадцати —  восемь настоящих и восемь ложных окон.
Упадок начавшийся в предыдущем веке из-за монгольского влияния, продолжил отражаться в архитектуре XIV века. Барабан церковного купола становится более приземленным. Украшения фасада остаются только вокруг дверей и окон. Примеры включают церковь Троицы в Гергети, монастырь Зарзма и Чулеви.

В конце XIX века регион посетил французский священник и путешественник Пауль Мюллер-Симонис. отмечал что грузинский архитектурный стиль тесно связан с армянским стилем

## Грузинская архитектура за пределами страны
Грузинский архитектурный след можно найти за пределами современной Грузии, в таких местах, как Турция (Ишхани и Ошки.и другие), Болгария (монастырь Бачково, построенный в 1083 году грузинским военным командиром Григорием Бакуриани), Греция (Иверский монастырь, построенный грузинами в X веке) и Иерусалим (Монастырь Святого Креста, построенный грузинами в IX веке).